# French Open 2019
Die 118. French Open waren ein Grand-Slam-Tennisturnier, das zwischen dem 26. Mai und dem 9. Juni 2019 in Paris im Stade Roland Garros stattfand.
Titelverteidiger im Einzel waren Rafael Nadal bei den Herren sowie Simona Halep bei den Damen. Im Herrendoppel waren dies Pierre-Hugues Herbert und Nicolas Mahut, im Damendoppel Barbora Krejčíková und Kateřina Siniaková und im Mixed Latisha Chan und Ivan Dodig.

## Preisgeld
Das Preisgeld betrug 42.661.000 Euro, was einem Anstieg von etwa 8 % gegenüber dem Vorjahr entsprach. Erstmals wurden auch Preisgelder für die Quad-Rollstuhltennisspieler vergeben.
| Profitennis     | Profitennis | Profitennis | Profitennis |
| Erreichte Runde | Einzel      | Doppel*     | Mixed*      |
| --------------- | ----------- | ----------- | ----------- |
| Sieg            | 2.300.000 € | 580.000 €   | 122.000 €   |
| Finale          | 1.180.000 € | 290.000 €   | 61.000 €    |
| Halbfinale      | 590.000 €   | 146.000 €   | 31.000 €    |
| Viertelfinale   | 415.000 €   | 79.500 €    | 17.500 €    |
| Achtelfinale    | 243.000 €   | 42.500 €    | 10.000 €    |
| Dritte Runde    | 143.000 €   | 23.000 €    | 5.000 €     |
| Zweite Runde    | 87.000 €    | 11.500 €    |             |
| Erste Runde     | 46.000 €    |             |             |
| Q3              | 24.000 €    |             |             |
| Q2              | 12.250 €    |             |             |
| Q1              | 7.000 €     |             |             |

| Rollstuhltennis      | Rollstuhltennis | Rollstuhltennis |
| Erreichte Runde      | Einzel          | Doppel*         |
| -------------------- | --------------- | --------------- |
| Sieg                 | 53.000 €        | 16.000 €        |
| Finale               | 26.500 €        | 8.000 €         |
| Halbfinale           | 13.500 €        | 4.750 €         |
| Viertelfinale        | 6.750 €         |                 |
| Quad-Rollstuhltennis |                 |                 |
| Erreichte Runde      | Einzel          | Doppel*         |
| Sieg                 | 20.000 €        | 4.000 €         |
| Finale               | 10.000 €        | 2.000 €         |
| Halbfinale           | 6.000 €         |                 |

## Absagen
Folgende Spieler konnten aus unterschiedlichen Gründen nicht am Turnier teilnehmen:
- Kevin Anderson – Ellenbogenverletzung[2]
- John Isner – Ermüdungsbruch[3]
- Milos Raonic – Knieverletzung[4]
- Nick Kyrgios[5]
- Andrei Rubljow[6]
- Camila Giorgi – Probleme mit dem Handgelenk[7]
- Marija Scharapowa – Schulterprobleme[8]
- Petra Kvitová – Verletzung im linken Unterarm[9]

## Herreneinzel
Setzliste
| Nr. | Spieler                | Erreichte Runde |
| --- | ---------------------- | --------------- |
| 01. | Novak Đoković          | Halbfinale      |
| 02. | Rafael Nadal           | Sieg            |
| 03. | Roger Federer          | Halbfinale      |
| 04. | Dominic Thiem          | Finale          |
| 05. | Alexander Zverev       | Viertelfinale   |
| 06. | Stefanos Tsitsipas     | Achtelfinale    |
| 07. | Kei Nishikori          | Viertelfinale   |
| 08. | Juan Martín del Potro  | Achtelfinale    |
| 09. | Fabio Fognini          | Achtelfinale    |
| 10. | Karen Chatschanow      | Viertelfinale   |
| 11. | Marin Čilić            | 2. Runde        |
| 12. | Daniil Medwedew        | 1. Runde        |
| 13. | Borna Ćorić            | 3. Runde        |
| 14. | Gaël Monfils           | Achtelfinale    |
| 15. | Nikolos Bassilaschwili | 1. Runde        |
| 16. | Marco Cecchinato       | 1. Runde        |

| Nr. | Spieler               | Erreichte Runde |
| --- | --------------------- | --------------- |
| 17. | Diego Schwartzman     | 2. Runde        |
| 18. | Roberto Bautista Agut | 3. Runde        |
| 19. | Guido Pella           | 2. Runde        |
| 20. | Denis Shapovalov      | 1. Runde        |
| 21. | Alex de Minaur        | 2. Runde        |
| 22. | Lucas Pouille         | 2. Runde        |
| 23. | Fernando Verdasco     | 2. Runde        |
| 24. | Stan Wawrinka         | Viertelfinale   |
| 25. | Félix Auger-Aliassime | Rückzug         |
| 26. | Gilles Simon          | 2. Runde        |
| 27. | David Goffin          | 3. Runde        |
| 28. | Kyle Edmund           | 2. Runde        |
| 29. | Matteo Berrettini     | 2. Runde        |
| 30. | Dušan Lajović         | 3. Runde        |
| 31. | Laslo Đere            | 3. Runde        |
| 32. | Frances Tiafoe        | 1. Runde        |

## Dameneinzel
Setzliste
| Nr. | Spielerin            | Erreichte Runde |
| --- | -------------------- | --------------- |
| 01. | Naomi Ōsaka          | 3. Runde        |
| 02. | Karolína Plíšková    | 3. Runde        |
| 03. | Simona Halep         | Viertelfinale   |
| 04. | Kiki Bertens         | 2. Runde        |
| 05. | Angelique Kerber     | 1. Runde        |
| 06. | Petra Kvitová        | Rückzug         |
| 07. | Sloane Stephens      | Viertelfinale   |
| 08. | Ashleigh Barty       | Sieg            |
| 09. | Elina Switolina      | 3. Runde        |
| 10. | Serena Williams      | 3. Runde        |
| 11. | Aryna Sabalenka      | 2. Runde        |
| 12. | Anastasija Sevastova | Achtelfinale    |
| 13. | Caroline Wozniacki   | 1. Runde        |
| 14. | Madison Keys         | Viertelfinale   |
| 15. | Belinda Bencic       | 3. Runde        |
| 16. | Wang Qiang           | 2. Runde        |

| Nr. | Spielerin               | Erreichte Runde |
| --- | ----------------------- | --------------- |
| 17. | Anett Kontaveit         | 1. Runde        |
| 18. | Julia Görges            | 1. Runde        |
| 19. | Garbiñe Muguruza        | Achtelfinale    |
| 20. | Elise Mertens           | 3. Runde        |
| 21. | Darja Kassatkina        | 2. Runde        |
| 22. | Bianca Andreescu        | 2. Runde        |
| 23. | Donna Vekić             | Achtelfinale    |
| 24. | Caroline Garcia         | 2. Runde        |
| 25. | Hsieh Su-wei            | 2. Runde        |
| 26. | Johanna Konta           | Halbfinale      |
| 27. | Lessja Zurenko          | 3. Runde        |
| 28. | Carla Suárez Navarro    | 3. Runde        |
| 29. | Maria Sakkari           | 2. Runde        |
| 30. | Mihaela Buzărnescu      | 1. Runde        |
| 31. | Petra Martić            | Viertelfinale   |
| 32. | Aljaksandra Sasnowitsch | 1. Runde        |

## Herrendoppel
Setzliste
| Nr. | Paarung                           | Erreichte Runde |
| --- | --------------------------------- | --------------- |
| 01. | Łukasz Kubot Marcelo Melo         | Achtelfinale    |
| 02. | Jamie Murray Bruno Soares         | 1. Runde        |
| 03. | Juan Sebastián Cabal Robert Farah | Halbfinale      |
| 04. | Oliver Marach Mate Pavić          | Achtelfinale    |
| 05. | Nikola Mektić Franko Škugor       | 1. Runde        |
| 06. | Raven Klaasen Michael Venus       | 1. Runde        |
| 07. | Mike Bryan Bob Bryan              | Achtelfinale    |
| 08. | Henri Kontinen John Peers         | Achtelfinale    |

| Nr. | Paarung                           | Erreichte Runde |
| --- | --------------------------------- | --------------- |
| 09. | Máximo González Horacio Zeballos  | 1. Runde        |
| 10. | Jean-Julien Rojer Horia Tecău     | Viertelfinale   |
| 11. | Rajeev Ram Joe Salisbury          | Viertelfinale   |
| 12. | Ivan Dodig Édouard Roger-Vasselin | 1. Runde        |
| 13. | Nicolas Mahut Jürgen Melzer       | 2. Runde        |
| 14. | Robin Haase Frederik Nielsen      | Achtelfinale    |
| 15. | Ben McLachlan Jan-Lennard Struff  | 1. Runde        |
| 16. | Austin Krajicek Artem Sitak       | 1. Runde        |

## Damendoppel
Setzliste
| Nr. | Paarung                               | Erreichte Runde |
| --- | ------------------------------------- | --------------- |
| 01. | Barbora Krejčíková Kateřina Siniaková | 1. Runde        |
| 02. | Tímea Babos Kristina Mladenovic       | Sieg            |
| 03. | Hsieh Su-wei Barbora Strýcová         | Achtelfinale    |
| 04. | Gabriela Dabrowski Xu Yifan           | Viertelfinale   |
| 05. | Samantha Stosur Zhang Shuai           | Viertelfinale   |
| 06. | Elise Mertens Aryna Sabalenka         | Halbfinale      |
| 07. | Nicole Melichar Květa Peschke         | Viertelfinale   |
| 08. | Chan Hao-ching Latisha Chan           | 2. Runde        |

| Nr. | Paarung                               | Erreichte Runde |
| --- | ------------------------------------- | --------------- |
| 09. | Anna-Lena Grönefeld Demi Schuurs      | 2. Runde        |
| 10. | Lucie Hradecká Andreja Klepač         | Achtelfinale    |
| 11. | Wiktoryja Asaranka Ashleigh Barty     | Achtelfinale    |
| 12. | Eri Hozumi Makoto Ninomiya            | 1. Runde        |
| 13. | Alicja Rosolska Yang Zhaoxuan         | 2. Runde        |
| 14. | Irina-Camelia Begu Mihaela Buzărnescu | 1. Runde        |
| 15. | Kirsten Flipkens Johanna Larsson      | Halbfinale      |
| 16. | Darija Jurak Raluca Olaru             | 1. Runde        |

## Mixed
Setzliste
| Nr. | Paarung                        | Erreichte Runde |
| --- | ------------------------------ | --------------- |
| 01. | Nicole Melichar Bruno Soares   | Halbfinale      |
| 02. | Gabriela Dabrowski Mate Pavić  | Finale          |
| 03. | Barbora Krejčíková Rajeev Ram  | Rückzug         |
| 04. | Demi Schuurs Jean-Julien Rojer | 1. Runde        |

| Nr. | Paarung                          | Erreichte Runde |
| --- | -------------------------------- | --------------- |
| 05. | Zhang Shuai John Peers           | Viertelfinale   |
| 06. | Chan Hao-ching Oliver Marach     | Viertelfinale   |
| 07. | Alicja Rosolska Nikola Mektić    | Viertelfinale   |
| 08. | Anna-Lena Grönefeld Robert Farah | Achtelfinale    |

## Junioreneinzel
Setzliste
| Nr. | Spieler                | Erreichte Runde |
| --- | ---------------------- | --------------- |
| 01. | Lorenzo Musetti        | Achtelfinale    |
| 02. | Jonáš Forejtek         | Achtelfinale    |
| 03. | Brandon Nakashima      | Achtelfinale    |
| 04. | Adrian Andreew         | Achtelfinale    |
| 05. | Thiago Agustín Tirante | Achtelfinale    |
| 06. | Emilio Nava            | 2. Runde        |
| 07. | Holger Rune            | Sieg            |
| 08. | Bu Yunchaokete         | 2. Runde        |

| Nr. | Spieler              | Erreichte Runde |
| --- | -------------------- | --------------- |
| 09. | Otto Virtanen        | 1. Runde        |
| 10. | Martin Damm          | Halbfinale      |
| 11. | Liam Draxl           | 1. Runde        |
| 12. | Giulio Zeppieri      | 2. Runde        |
| 13. | Carlos Alcaraz       | 1. Runde        |
| 14. | Shunsuke Mitsui      | 1. Runde        |
| 15. | Filip Cristian Jianu | Viertelfinale   |
| 16. | Rinky Hijikata       | 1. Runde        |

## Juniorinneneinzel
Setzliste
| Nr. | Spielerin                   | Erreichte Runde |
| --- | --------------------------- | --------------- |
| 01. | Leylah Annie Fernandez      | Sieg            |
| 02. | Diane Parry                 | 2. Runde        |
| 03. | María Camila Osorio Serrano | Halbfinale      |
| 04. | Alexa Noel                  | 2. Runde        |
| 05. | Zheng Qinwen                | Halbfinale      |
| 06. | Hurricane Tyra Black        | 2. Runde        |
| 07. | Natsumi Kawaguchi           | Achtelfinale    |
| 08. | Emma Navarro                | Finale          |

| Nr. | Spielerin             | Erreichte Runde |
| --- | --------------------- | --------------- |
| 09. | Kamilla Bartone       | Achtelfinale    |
| 10. | Joanna Garland        | Achtelfinale    |
| 11. | Alina Tscharajewa     | Viertelfinale   |
| 12. | Sada Nahimana         | 1. Runde        |
| 13. | Anastassija Tichonowa | 1. Runde        |
| 14. | Elizabeth Mandlik     | 1. Runde        |
| 15. | Park So-hyun          | Achtelfinale    |
| 16. | Helene Pellicano      | 2. Runde        |

## Juniorendoppel
Setzliste
| Nr. | Paarung                             | Erreichte Runde |
| --- | ----------------------------------- | --------------- |
| 01. | Lorenzo Musetti Giulio Zeppieri     | Rückzug         |
| 02. | Cannon Kingsley Emilio Nava         | Achtelfinale    |
| 03. | Rinky Hijikata Filip Cristian Jianu | 1. Runde        |
| 04. | Zane Khan Bu Yunchaokete            | Viertelfinale   |

| Nr. | Paarung                                             | Erreichte Runde |
| --- | --------------------------------------------------- | --------------- |
| 05. | Matheus Pucinelli de Almeida Thiago Agustín Tirante | Sieg            |
| 06. | Shunsuke Mitsui Keisuke Saitoh                      | 1. Runde        |
| 07. | Liam Draxl Govind Nanda                             | 1. Runde        |
| 08. | Sergey Fomin Gauthier Onclin                        | Halbfinale      |

## Juniorinnendoppel
Setzliste
| Nr. | Paarung                                    | Erreichte Runde |
| --- | ------------------------------------------ | --------------- |
| 01. | Natsumi Kawaguchi Diane Parry              | Halbfinale      |
| 02. | Joanna Garland María Camila Osorio Serrano | Achtelfinale    |
| 03. | Elizabeth Mandlik Alexa Noel               | 1. Runde        |
| 04. | Alina Tscharajewa Anastassija Tichonowa    | Finale          |

| Nr. | Paarung                                | Erreichte Runde |
| --- | -------------------------------------- | --------------- |
| 05. | Hurricane Tyra Black Lea Ma            | Viertelfinale   |
| 06. | Kamilla Bartone Oxana Selechmetjewa    | Viertelfinale   |
| 07. | Adrienn Nagy Park So-hyun              | Halbfinale      |
| 08. | Mélodie Collard Leylah Annie Fernandez | Achtelfinale    |

## Herreneinzel-Rollstuhl
Setzliste
| Nr. | Spieler           | Erreichte Runde |
| --- | ----------------- | --------------- |
| 01. | Shingo Kunieda    | Halbfinale      |
| 02. | Gustavo Fernández | Sieg            |

## Dameneinzel-Rollstuhl
Setzliste
| Nr. | Spielerin      | Erreichte Runde |
| --- | -------------- | --------------- |
| 01. | Diede de Groot | Sieg            |
| 02. | Yui Kamiji     | Finale          |

## Herrendoppel-Rollstuhl
Setzliste
| Nr. | Paarung                        | Erreichte Runde |
| --- | ------------------------------ | --------------- |
| 01. | Stéphane Houdet Nicolas Peifer | Finale          |
| 02. | Alfie Hewett Gordon Reid       | Halbfinale      |

## Damendoppel-Rollstuhl
Setzliste
| Nr. | Paarung                          | Erreichte Runde |
| --- | -------------------------------- | --------------- |
| 01. | Diede de Groot Aniek van Koot    | Sieg            |
| 02. | Marjolein Buis Sabine Ellerbrock | Finale          |

## Quadeinzel
Setzliste
| Nr. | Spieler      | Erreichte Runde |
| --- | ------------ | --------------- |
| 01. | Dylan Alcott | Sieg            |
| 02. | David Wagner | Finale          |